# Syneches bakeri
Syneches bakeri är en tvåvingeart som beskrevs av Axel Leonard Melander 1928. Syneches bakeri ingår i släktet Syneches och familjen puckeldansflugor. Inga underarter finns listade i Catalogue of Life.